# 7 Minute Drill
«7 Minute Drill» es una canción diss track escrita y grabada por el rapero estadounidense J. Cole para su cuarto mixtape, Might Delete Later (2024). Es su respuesta al verso de su colega rapero estadounidense Kendrick Lamar en su sencillo «Like That» (con el rapero estadounidense Future y el productor discográfico estadounidense Metro Boomin). Producida por T-Minus, el director Williams, Al Hug y Elyas, la canción lleva el título y está tomada de uno de los ejercicios de composición de siete minutos de Cole con el ex productor.
Dos días después del lanzamiento de la canción, Cole se retractó y se disculpó públicamente con Lamar. Intentó mantenerse al margen de la rivalidad entre Drake y Kendrick Lamar que estaba en pleno apogeo. Más tarde, Cole retiró la canción de los servicios de streaming de música.
«7 Minute Drill» debutó en el número seis del Billboard Hot 100, pero inmediatamente salió de la lista tras su eliminación del streaming, sufriendo la caída más pronunciada de la lista de una canción después de su debut. Los críticos estaban polarizados por «7 Minute Drill», ya que sintieron que era una respuesta moderada e insatisfactoria al verso de Lamar. El retiro de Cole de la disputa generó críticas aún más divididas; algunos se sintieron decepcionados y creyeron que eso había manchado su reputación, mientras que otros lo elogiaron por priorizar su salud mental sobre la competencia.

## Antecedentes y composición
J. Cole apareció en el sencillo de Drake « First Person Shooter», lanzado el 6 de octubre de 2023, del octavo álbum de estudio de este último, For All the Dogs. Durante su verso, Cole apoyó la idea de que él, Drake y Kendrick Lamar forman los Big Three («Tres Grandes») de la música rap moderna. Seis meses después, Lamar respondió a «First Person Shooter» a través de una aparición sorpresa en el sencillo «Like That» de Future y Metro Boomin, de su álbum colaborativo We Don't Trust You (2024), donde descartó el epíteto de Big Three de Cole y afirmó que él es el único que gobierna la escena del rap. Aunque la mayor parte de sus diss track estaban dirigidos a Drake, también incluía algunos «golpes de advertencia» dirigidos a Cole.
T-Minus, quien produjo «7 Minute Drill» junto con el director Williams, le dijo a Complex que a Cole le gusta hacer ejercicios de composición, que consisten en «escribir durante siete minutos y ver hasta dónde puede llegar». El método, según su mánager Ibrahim Hamad, es su manera de «dejar de pensar demasiado». Después del lanzamiento de «Like That», Cole y T-Minus se reunieron en un estudio de grabación para trabajar en un ejercicio de escritura. Este último artista inició el desafío produciendo un ritmo a través de FL Studio en un plazo de siete minutos. Antes de que Cole se dirigiera a una habitación separada para completar su parte del ejercicio, le pidió a T-Minus que le dijera unas palabras para empezar. Sugirió light («luz») después de notar la palabra en su estación de trabajo. Cuando terminaron sus siete minutos, Cole salió de la habitación y le dijo a T-Minus: «Solo dame otros siete minutos. Creo que tengo algo en marcha», lo que finalmente resultó en «7 Minute Drill». Rolling Stone pensó que el título era una referencia a ejercicios militares donde los funcionarios discuten cómo responder a una amenaza enemiga.

## Letra
«7 Minute Drill» es el «ejercicio lírico» de Cole en respuesta al verso de Lamar en «Like That». Comienza comparando la trayectoria profesional de Lamar con la de Los Simpson (1989-presente): A pesar de ser la serie animada estadounidense de mayor duración de la historia, la crítica y el público han notado una «calidad menguante» con sus últimas temporadas. Cole usa la comparación en la discografía de Lamar.
Cole continúa el verso lanzando cumplidos ambiguos y golpes «ligeros» a su «hermano» en lugar de insultos duros, aludiendo a sus sentimientos encontrados cuando Nino Brown mató a Gerald «Gee Money» Wells en la película policial New Jack City (1991). Jordan Rose de Complex, en su análisis de «7 Minute Drill», sugiere que «no quiere comprometerse completamente a menospreciar a [Lamar] porque han sido cordiales hasta este momento».
La segunda mitad de la canción apunta a la pequeña estatura de Lamar, diciendo Your arms might be too short to box with God («Tus brazos pueden ser demasiado cortos para boxear con Dios»), y a su escasos lanzamientos, He averagin' one hard verse like every thirty months or somethin' [...] Four albums in 12 years, nigga, I can divide («Él promedia un verso duro como cada treinta meses o algo así [... ] Cuatro álbumes en 12 años, negro, puedo dividir»). Las últimas líneas son paralelos directos con la canción de 2001 de Jay-Z «Takeover», una pista de distorsión dirigida a Nas y Prodigy de Mobb Deep. Cole cierra la canción diciendo: This is merely a warning shot to back niggas down («Esto es simplemente un disparo de advertencia para hacer retroceder a los niggas») lo que Rose interpretó como si él «se entregara a esta guerra lírica simplemente porque ama el deporte de la competencia de rap, en lugar de porque tenga alguna malicia real en su corazón por su oponente».

## Recepción de la crítica
«7 Minute Drill» polarizó a los críticos musicales, la mayoría de los cuales consideraron que la canción era una respuesta débil a «Like That». También les pareció irónico que Cole afirmara que el trabajo de Lamar hacía dormir a los oyentes, considerando que su propia discografía también fue criticada y convertida en memes de internet por su supuesta naturaleza «somnolienta».
Andre Gee, de Rolling Stone, escribió que «si '7 Minute Drill' es de hecho una referencia a la deliberación militar, tal vez la decisión del comando debería haber sido retirarse y no decir nada en absoluto». Reconoció que Cole adoptó un enfoque sensato y mesurado ante la competencia, pero argumentó que los conflictos del rap son un «área tóxica y sin sentido» y sus fanes quieren que los artistas «lleguen hasta el final, no sean demasiado concienzudos y casi deferentes en el campo de batalla». Escribiendo para Billboard, Ángel Díaz sintió que la alusión en la canción a New Jack City era precisa ya que Cole sonaba comedido. Creyó que había disparado un «tiro al aire» en lugar de un «tiro a la cabeza como la mayoría esperaba» y finalmente consideró que su respuesta no fue suficiente.
Alphonse Pierre, de Pitchfork, consideró que «7 Minute Drill» era una adición «aún más aburrida» a una disputa «ya aburrida», con fuertes críticas hacia la entrega «desgastada» de Cole, sus discursos tipo consejero de campamento y su producción barata. Concluye que la canción «se siente menos como una diss track y más como los mensajes de texto tristes y conflictivos que envías después de una ruptura, cuando todavía tienes una pequeña esperanza de que, algún día, eventualmente, volveréis a estar juntos como nunca antessucedió». En una reseña más positiva, Robin Murray de Clash consideró que la producción estaba «ligeramente fuera de sintonía» con Might Delete Later, pero que «aprovecha algunos de los temas generales del proyecto: autoestima, separación talento de la exageración, y se siente más arraigada, en realidad, que los propios compases de [Lamar] en la exitosa cinta de Metro Boomin y Future».

## Secuelas

### Disculpa
El 7 de abril de 2024, dos días después del lanzamiento de «7 Minute Drill», Cole encabezó su festival anual Dreamville en su Carolina del Norte natal. Se dirigió a la multitud hacia el final de su actuación en un discurso de seis minutos, donde destacó la importancia de la próxima canción «Love Yourz» y reflexionó sobre Might Delete Later. Cole estaba «muy orgulloso» del mixtape, ya que sirvió como preparación para su próximo álbum de estudio The Fall Off, pero hubo una parte que sintió que era «la mierda más tonta que hice en mi puta vida». Admitió que estaba «en conflicto» con respecto a «7 Minute Drill» por dos razones: el respeto que tiene por Lamar y Drake, y el público en general que desea un derramamiento de sangre. Ninguno de los motivos «encajaba bien» con el espíritu de Cole y «perturbó mi puta paz».
Cole confesó además que intentó buscar un ángulo para justificar restar importancia al catálogo de Lamar y su «grandeza». Preguntó a la audiencia si pensaban que Lamar es «uno de los mejores hijos de puta que jamás haya tocado un maldito micrófono» y si lo aman como él lo hace, lo que provocó aplausos de la multitud. Luego, Cole se disculpó formalmente con Lamar por «moverse incorrectamente» y oró para que «no sintiera nada» y que «Dios me alinee nuevamente en mi propósito y en mi camino». Le dio permiso a Lamar para un diss si la canción lo ofendía y esperaba que el público lo perdonara por el «paso en falso».

### Eliminación
Después de disculparse con Lamar, Cole prometió eliminar «7 Minute Drill» de los servicios de streaming de música. Cinco días después, mantuvo su promesa y retiró la canción de servicios de streaming como Spotify, Apple Music y Tidal. Luminate pudo realizar un seguimiento de su actuación comercial de la primera semana a pesar de la eliminación, lo que permitió que la canción debutara en el número seis en el Billboard Hot 100 para la lista del 20 de abril de 2024; es el decimotercer éxito de Cole entre los 10 primeros. «7 Minute Drill» desapareció por completo de la lista la semana siguiente como resultado de su eliminación del streaming. Rompió el récord de caída más pronunciada del Hot 100 una semana después de su debut, superando el sencillo viral de Soko «We Might Be Dead by Tomorrow», que cayó de la lista desde su debut número nueve.

### Comentario
La disculpa de Cole provocó conversaciones divididas entre periodistas y otros raperos, centradas en el espíritu competitivo del hip hop, la masculinidad negra y la salud mental masculina. Sowmya Krishnamurthy se mostró decepcionada con la disculpa y la describió como una «decepción» para el género en un artículo de opinión para Business Insider.

## Personal
Músicos
- Jermaine Cole - artista principal, voz, compositor, compositor
- Tyler Williams - producción, compositor
- Denzel «Conductor» Williams - producción, compositor
- Huh «Al Hug» Alessandro – producción
- Elias «Elyas» Sticken - producción

Técnico
- Joe LaPorta – masterización
- Mez – mezcla
- Kuldeep Chudasama - grabación

## Listas
| Listas (2024)                          | Posición más alta |
| -------------------------------------- | ----------------- |
| Australia (ARIA)                       | 42                |
| Australia Hip Hop/R&B (ARIA)           | 6                 |
| Canadá (Canadian Hot 100)              | 17                |
| Global 200 (Billboard)                 | 14                |
| Irlanda (IRMA)                         | 44                |
| Nueva Zelanda (Recorded Music NZ)      | 26                |
| Sudáfrica (Billboard)                  | 4                 |
| Reino Unido (UK Singles Chart)         | 38                |
| Reino Unido (UK R&B Chart)             | 9                 |
| Estados Unidos (Billboard Hot 100)     | 6                 |
| Estados Unidos (Hot R&B/Hip-Hop Songs) | 2                 |